# Postępująca leukoencefalopatia wieloogniskowa
Postępująca leukoencefalopatia wieloogniskowa (ang. progressive multifocal leukoencephalopathy, PML, progressive multifocal leukoencephalitis) – rzadka, ale w znacznej części przypadków śmiertelna choroba wirusowa, charakteryzująca się rozsianą demielinizacją w obrębie istoty białej mózgowia. Występuje przede wszystkim u osób z immunosupresją, między innymi jest jedną z chorób wskaźnikowych AIDS oraz jest rzadkim, ale groźnym powikłaniem leczenia biologicznego stwardnienia rozsianego.

## Etiologia

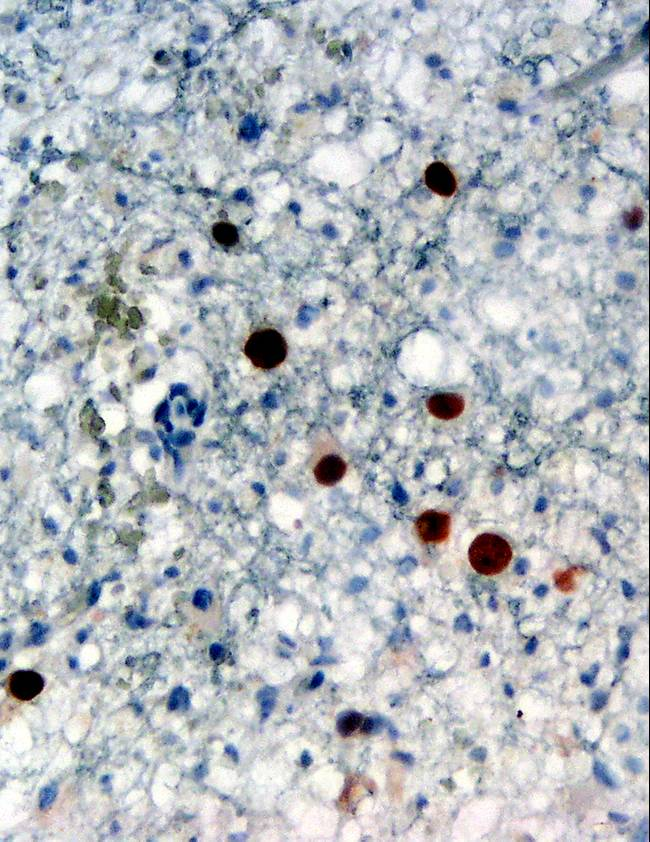
Barwienie immunohistochemiczne na obecność cząstek wirusa JC w komórkach gleju pacjenta z PML

Czynnikiem wywołującym PML jest poliomawirus JC. 

## Objawy i przebieg
Występują objawy ogniskowe, a przebieg jest postępujący. U około 6% pacjentów pojawiają się drgawki. Wraz z postępem choroby narasta niezborność, osłabienie, upośledzenie wzroku i mowy, a niekiedy także zmiany osobowości. 

## Leczenie i rokowanie
Rokowanie jest złe, około 30–50% pacjentów umiera w ciągu 4–6 miesięcy od rozpoznania. Podstawą leczenia w przypadkach powiązanych z AIDS jest terapia HAART, która niekiedy pozwala przywrócić naturalną odporność organizmu w stopniu wystarczającym do pokonania wirusa. W roku 2010 opisano pierwszy przypadek wyleczenia z postępującej leukoencefalopatii wieloogniskowej przy zastosowaniu meflochiny. U ozdrowieńców często występują trwałe uszkodzenia mózgu i niepełnosprawność.

## Historia
Zmiany typu PML jako pierwszy opisał Julius Hallervorden w 1930 roku. Aström, Mancall i Richardson opisali w 1958 zespół objawów, a etiologię wirusową wskazała jako pierwsza w 1965 ZuRhein.